# Kanalraster
Mit Kanalraster wird in der Funktechnik die Differenz der Mittenfrequenzen zweier benachbarter Übertragungskanäle in einem Frequenzband bezeichnet. Die benötigte Bandbreite eines dieser Übertragungskanäle kann kleiner, gleich oder größer als das Kanalraster sein. Ist das Kanalraster kleiner als die Kanalbandbreite, spricht man von überlappenden Kanälen.

## Lang- und Mittel- und Kurzwellenrundfunk
In Europa, Asien, Afrika und Australien beträgt in den Lang- und Mittelwellenrundfunkbändern das Kanalraster 9 kHz, die Kanalmittenfrequenzen sind Vielfache von 9 kHz. Eine Ausnahme bildeten die beiden ursprünglich für 180 kHz koordinierten Sender Felsberg-Berus (Programm Europe 1) und der Sender Zehlendorf (Deutschlandradio Kultur), die zur Reduktion von gegenseitigen Störungen um 3 kHz nach oben bzw. unten verschoben waren. Beide existieren nicht mehr. Auf dem amerikanischen Doppelkontinent beträgt das Kanalraster 10 kHz, die Kanalmittenfrequenzen sind Vielfache von 10 kHz. Im Kurzwellenbereich wird innerhalb der Rundfunkbänder weltweit ein 5-kHz-Raster verwendet, die Kanalmittenfrequenzen sind Vielfache von 5 kHz.

## Ultrakurzwelle Band II
Im Rundfunkband II (UKW-Hörfunk) wird ein Kanalraster von 100 kHz verwendet. In einigen Ländern und im Breitbandkabel wird vereinzelt auch ein Kanalraster von 50 kHz verwendet. Die bei Empfangsgeräten bis in die 1970er Jahre oftmals auf der Frequenzskala dargestellten Kanäle im 300-kHz-Raster beginnend mit Kanal 2 (entspricht 87,6 MHz) haben seit langem keine praktische Bedeutung mehr.

## Fernsehfunk
In Deutschland und Westeuropa liegen die Kanäle in den Bändern VHF-Band I (Kanal 2 bis 4, Abstand 7 MHz) und Band III (Kanal 5 bis 12, Abstand 7 MHz) sowie UHF-Band IV und V (Kanal 21 bis 69, Abstand 8 MHz). Siehe hierzu Frequenzen der Fernsehkanäle.

## Flugfunk
Für den VHF-Sprechfunk im Flugfunk ist der Bereich 117,975 MHz bis 137,000 MHz von der Internationalen Fernmeldeunion (ITU) in der Vollzugsordnung für den Funkdienst (engl. Radio Regulations) festgelegt. Möglich sind Frequenzen von 118,000 MHz bis 136,975 MHz für Flugfunkanwendungen. Bis in die frühen 1970er Jahre war das Kanalraster im Flugfunk (Sprechfunk) 50 kHz und wurde dann auf 25 kHz reduziert. Dies bedeutete eine Verdopplung der nutzbaren Kanäle. Mit dem 25-kHz-Kanalraster ergeben sich somit 760 mögliche VHF-Sprechfunkfrequenzen. Betriebsart ist Amplitudenmodulation (AM). Die Frequenzen, beziehungsweise Kanäle, sind auf den Flugplatzkarten und Flugkarten veröffentlicht, Anträge auf Frequenzzuteilung für eine Bodenfunkstelle können über die zuständigen Länderbehörden, in Deutschland bei der Bundesnetzagentur, gestellt werden.
Die Zunahme des Flugverkehrs erforderte eine Kapazitätserhöhung im Flugverkehrsmanagement. Um die für den Flugfunk verfügbaren Frequenzen zu vervielfachen, wurde seit 1999 im europäischen Luftraum das 8,33-kHz-Kanalraster im Luftraum oberhalb Flugfläche 245 (24.500 Fuß = ca. 7,5 km) verbindlich eingeführt, ab 2007 ab FL 195. Allgemein verpflichtend ist das neue Raster für Flugfunkstellen seit dem 1. Januar 2018, für Bodenfunkstellen ab dem 1. Januar 2019.
Zwar wurde von der Europäischen Kommission in der Durchführungsverordnung 1079/2012 eine flächendeckende Einführung bis 2018 angestrebt, jedoch gibt es Ausnahmen von der Vorschrift das 8,33-kHz-Raster zu nutzen, die von dieser Durchführungsverordnung abgedeckt sind. Der Grund ist, dass in Flugverkehrskontrollsektoren, die so groß sind, dass sie von mehreren Bodenfunkstellen ausgeleuchtet werden müssen, muss aus technischen Gründen weiterhin das 25-kHz-Kanalraster verwendet werden muss. Ursache dafür ist, dass bisher nicht alle Flugzeuge mit VHF-Sprechfunkgeräten ausgerüstet sind, die darauf getestet sind, dass sie mit Signalen von mehreren Bodenfunkstellen (im Frequenz-Offset-Betrieb, Climax-Betrieb) zurechtkommen, wie es in dem Bordgerätestandard EUROCAE ED23C gefordert wird.
Besonderheiten der Kanalwahl beim VHF-Flugfunk:

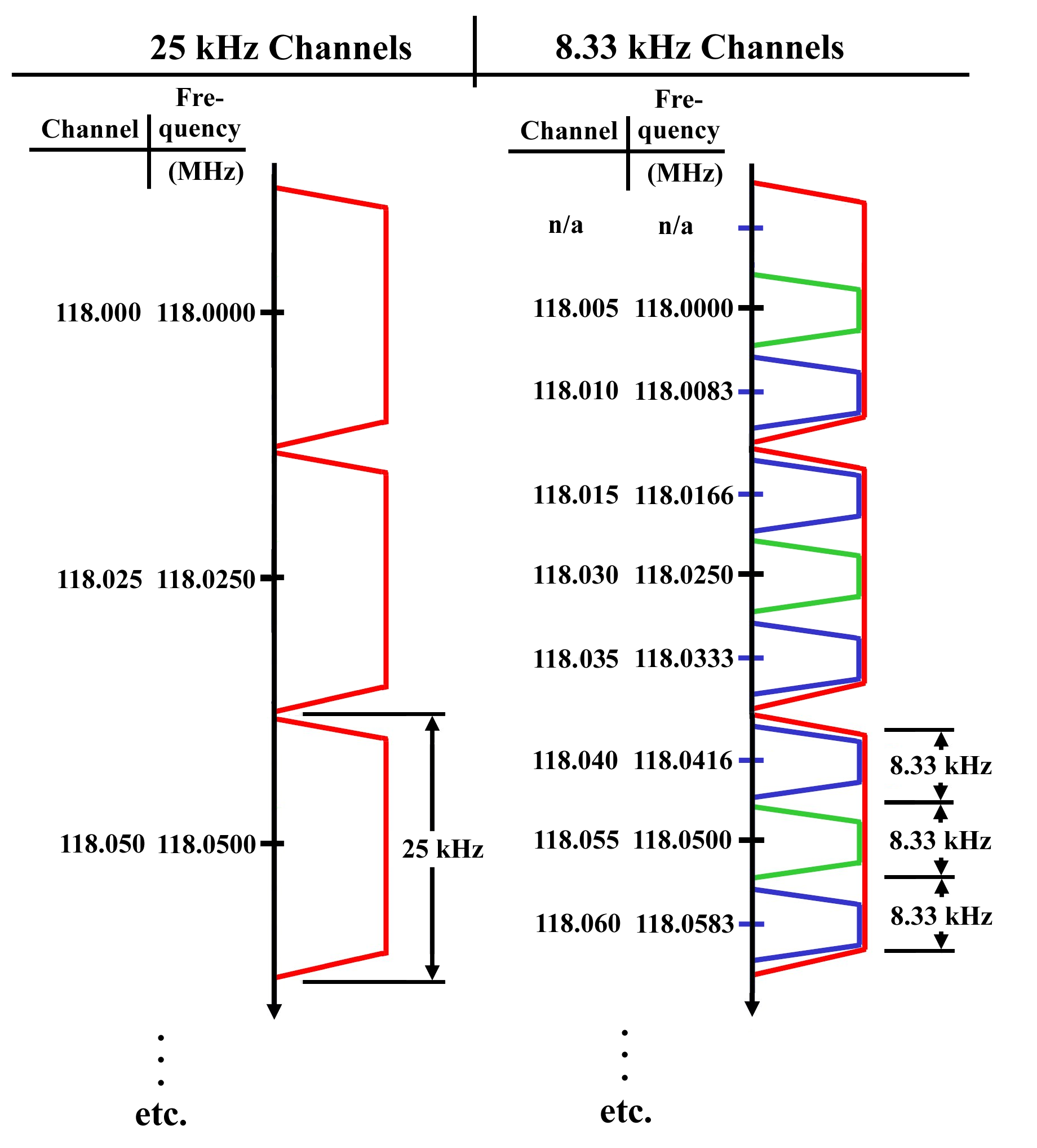
VHF-Flugfunk: Vergleich von Kanal und Frequenz bei 25-kHz-Kanälen und 8,33-kHz-Kanälen (Die bunten Linien stellen Bandpassfiltercharakteristika dar)

Ein Vergleich von 25 kHz-Kanäle und 8,33 kHz-Kanäle beim VHF-Flugfunk ist in der Abbildung dargestellt. (Erweiterung der Darstellung in) Durch die Einstellung des Kanals (z. B. durch Eingabe der Ziffernfolge „118.005“) wird mit Hilfe einer im Funkgerät hinterlegten Tabelle nicht nur die Mittenfrequenz des Kanals (in diesem Beispiel 118,0000 MHz), sondern auch das Frequenzraster des Kanals (hier 8,33 kHz) ausgewählt. (Zum Beispiel schaltet Eingabe des Kanals „118.000“ das Funkgerät ebenfalls auf die Mittenfrequenz 118,0000 MHz, jedoch im 25-kHz-Kanalraster).
Ein Bandpassfilter (dessen Filtercharakteristik in der Abbildung dargestellt ist) sorgt dafür, dass nur Signale durchgelassen werden, die in den Kanal „passen“. In der Frequenz benachbarte Signale (außerhalb der Bandbreite des Kanals) werden umso mehr unterdrückt, je stärker ihre Frequenz von der Mittenfrequenz des Kanals abweicht. Wählt man einen Kanal mit richtiger Mittenfrequenz (z. B. „118.000“), der zum 25-kHz-Kanalraster gehört, werden Signale aus benachbarten 8,33 kHz-Kanälen (sogenannte „Schulterkanäle“) ungefiltert durchgelassen, was zu Störungen führen kann.
Typische 6-dB-Bandbreiten der Bandpassfilter sind:
- 25-kHz-Kanalraster: ±8.0 kHz
- 8,33-kHz-Kanalraster: ±2.78 kHz

## Betriebsfunk
Im deutschen analogen Betriebsfunk beträgt das Kanalraster seit Juli 2020 12,5 kHz (zuvor 20 kHz). Das 20-kHz-Kanalraster kann für bestehende Funknetze bis längstens 31. Dezember 2028 genutzt werden. Im digitalen Betriebsfunk beträgt das Kanalraster 12,5 kHz (DMR) sowie 6,25 kHz (dPMR).

## Funk der Behörden und Organisationen mit Sicherheitsaufgaben (BOS)
Im BOS-Funk gibt es kein einheitliches Kanalraster:
- So hat das 8-m-Band ein gerades 20-kHz-Raster. Die Frequenzen sind also z. B. 34,360 MHz; 34,380 MHz; 34,400 MHz.
- Im 4-m-Band gibt es das ungerade 20-kHz-Raster mit 5er Endung. z. B. 74,215 MHz; 74,235 MHz; 74,255 MHz.
- Im 2-m-Band gibt es sowohl das ungerade (Kanäle 101–125 z. B. 165,210 MHz; 165,230 MHz; 165,250 MHz) als auch das gerade (Kanäle 1–92 z. B. 167,560 MHz; 167,580 MHz; 167,600 MHz) 20-kHz-Raster.
- Im 70-cm-Band gilt das 12,5-kHz-Raster, also 443,6000 MHz; 443,6125 MHz; 443,6250 MHz usw.

Betriebsart ist FM (Frequenzmodulation).

## Seefunk
Auch im UKW-Seefunk gibt es kein einheitliches Raster. Die Frequenzabstände zwischen zwei aufeinander folgenden Kanalnummern sind zwar stets 50 kHz, jedoch befinden sich teilweise zwei unterschiedlich nummerierte Kanäle auf benachbarten Frequenzen im Abstand von nur 25 kHz. Betriebsart ist FM (Frequenzmodulation).
Beispiele:
- Kanal 60: 156,025 MHz
- Kanal 1: 156,050 MHz
- Kanal 61: 156,075 MHz
- Kanal 2: 156,100 MHz

Diese Kanalzuteilung ist historisch bedingt, da die Kanäle mit höheren Nummern erst später zugeteilt und zwischen die bestehenden eingeschoben wurden.

## Amateurfunk
Auch im Amateurfunk gibt es kein einheitliches Kanalraster, sofern überhaupt eines vorhanden ist.
Bedingt durch die schmalbandigen Betriebsarten wie CW und SSB auf Kurzwelle und die in der Regel durchgehend abstimmbaren Funkgeräte, ergibt sich keine Notwendigkeit, ein Kanalraster einzuführen. Man sucht sich einfach eine freie Stelle möglichst in der Mitte zwischen zwei benachbarten Stationen, um zu senden.
Bedingt durch die Bandbreite, die eine Modulationsart belegt, spricht man in diesem Sinne von Kanal, wenn man den belegten Frequenzbereich meint. Bei CW sind das einige 100 Hz, bei SSB ca. 2,7 kHz.
Auf höheren Bändern, wo man auch mit breiteren Modulationsarten arbeitet, hat sich eine Empfehlung durchgesetzt, sich an ein „Kanalraster“ zu halten, das durch die Bandbreite der Modulationsart diktiert wird. So beträgt das Kanalraster im FM-Bereich des 10-Meter-Bandes in der Regel 10 kHz.
Im UKW-Bereich, wo PLL-abgestimmte Geräte die Regel sind, wird das Kanalraster durch die Schrittweite der Abstimmung diktiert. Im 2-Meter-Band und im 70-Zentimeter-Band waren somit traditionell bei FM-Geräten 25 kHz als Kanalraster definiert. Bedingt durch eine bessere Ausnutzung der Frequenzen und die Fähigkeiten neuerer Geräte wurde das Raster im 2-m- und 70-cm-Band auf 12,5 kHz halbiert – was aber oft Probleme aufwirft, da die Bandbreite der meisten Geräte und der Hub nicht an die geringen Kanalabstände angepasst sind. In den USA und anderen Ländern beträgt das Kanalraster im 2-m- und 70-cm-Band 20 kHz.
Bei Bändern, die noch nicht so lange von Funkamateuren genutzt werden wie das 6-Meter-Band, versucht man, bei Frequenzmodulation 20 kHz (statt 25 kHz) als Kanalraster einzuführen, als schmalbandige Betriebsart 10 kHz (statt 12,5 kHz), entsprechend wie bei 25/12,5 mit 5 und 2,5 kHz Hub.
Modulationsarten im Amateurfunk sind:
- Kurzwelle: üblicherweise SSB und CW, daneben auch AM und FM
- 6-m-Band: FM-Relaisstationen: 20 kHz[13]
- 2-m- und 70-cm-Band: sowohl FM in einem Kanalraster von meist 12,5 kHz, als auch SSB und CW frei abgestimmt (Verteilung gemäß dem von der IARU empfohlenen Bandplan)

## Freenet
Im Bereich des Freenet-Funks (Semi-Profifunk ohne Zulassung und ohne Gebühren mit 1 W) sind nur sechs Frequenzen zugeteilt mit einem Kanalraster von 12,5 kHz.
Die Frequenzen sind somit: 149,0250 MHz; 149,0375 MHz; 149,0500 MHz; 149,0875 MHz; 149,100 MHz; 149,1125 MHz.
Betriebsart ist FM (Frequenzmodulation).